# Mecze reprezentacji Polski w piłce siatkowej mężczyzn na mistrzostwach Europy

## Mecze Polski

### Mistrzostwa Europy 1950
| Nr | Przeciwnik     | Miejsce | Data            | Wynik (Polska-przeciwnik)      | Impreza       | Raport |
| -- | -------------- | ------- | --------------- | ------------------------------ | ------------- | ------ |
| 1. | Czechosłowacja | Sofia   | 15 października | 1:3 (12:15, 9:15, 16:14, 7:15) | Faza finałowa |        |
| 2. | ZSRR           | Sofia   | 17 października | 0:3 (4:15, 5:15, 7:15)         | Faza finałowa |        |
| 3. | Bułgaria       | Sofia   | 19 października | 0:3 (7:15, 7:15, 14:16)        | Faza finałowa |        |
| 4. | Węgry          | Sofia   | 21 października | 1:3 (6:15, 17:15, 7:15, 8:15)  | Faza finałowa |        |
| 5. | Rumunia        | Sofia   | 22 października | 1:3 (11:15, 16:14, 7:15, 6:15) | Faza finałowa |        |

### Mistrzostwa Europy 1955
| Nr  | Przeciwnik     | Miejsce   | Data       | Wynik (Polska-przeciwnik)             | Impreza       | Raport |
| --- | -------------- | --------- | ---------- | ------------------------------------- | ------------- | ------ |
| 6.  | Włochy         | Bukareszt | 16 czerwca | 3:0 (15:7, 15:9, 15:9)                | Runda wstępna |        |
| 7.  | Rumunia        | Bukareszt | 17 czerwca | 2:3 (12:15, 11:15, 15:2, 15:8, 11:15) | Runda wstępna |        |
| 8.  | Czechosłowacja | Bukareszt | 19 czerwca | 0:3 (7:15, 4:15, 5:15)                | Faza finałowa |        |
| 9.  | Rumunia        | Bukareszt | 20 czerwca | 1:3 (9:15, 15:11, 13:15, 11:15)       | Faza finałowa |        |
| 10. | Bułgaria       | Bukareszt | 21 czerwca | 2:3 (12:15, 15:6, 11:15, 15:12, 6:15) | Faza finałowa |        |
| 11. | Węgry          | Bukareszt | 22 czerwca | 3:1 (15:12, 13:15, 15:10, 15:9)       | Faza finałowa |        |
| 12. | ZSRR           | Bukareszt | 24 czerwca | 0:3 (13:15, 8:15, 4:15)               | Faza finałowa |        |
| 13. | Francja        | Bukareszt | 25 czerwca | 3:1 (8:15, 15:12, 15:5, 15:8)         | Faza finałowa |        |
| 14. | Jugosławia     | Bukareszt | 26 czerwca | 3:1 (10:15, 15:13, 5:15, 16:14)       | Faza finałowa |        |

### Mistrzostwa Europy 1958
| Nr  | Przeciwnik     | Miejsce | Data        | Wynik (Polska-przeciwnik)             | Impreza       | Raport |
| --- | -------------- | ------- | ----------- | ------------------------------------- | ------------- | ------ |
| 15. | Finlandia      | Pilzno  | 30 sierpnia | 3:1 (12:15, 15:2, 15:1, 15:6)         | Runda wstępna |        |
| 16. | Bułgaria       | Pilzno  | 31 sierpnia | 3:1 (15:10, 15:10, 8:15, 15:7)        | Runda wstępna |        |
| 17. | Dania          | Pilzno  | 2 września  | 3:0 (15:1, 15:2, 15:2)                | Runda wstępna |        |
| 18. | Egipt          | Pilzno  | 3 września  | 3:0 (15:7, 15:3, 15:6)                | Runda wstępna |        |
| 19. | Jugosławia     | Praga   | 5 września  | 3:0 (15:9, 15:5, 17:15)               | Faza finałowa |        |
| 20. | Węgry          | Praga   | 6 września  | 1:3 (15:7, 4:15, 13:15, 10:15)        | Faza finałowa |        |
| 21. | Bułgaria       | Praga   | 7 września  | 2:3 (13:15, 15:17, 15:3, 15:10, 8:15) | Faza finałowa |        |
| 22. | ZSRR           | Praga   | 8 września  | 3:1 (15:7, 9:15, 15:10, 15:9)         | Faza finałowa |        |
| 23. | Czechosłowacja | Praga   | 9 września  | 1:3 (15:13, 12:!5, 6:15, 13:15)       | Faza finałowa |        |
| 24. | Francja        | Praga   | 10 września | 3:0 (15:10, 15:10, 15:6)              | Faza finałowa |        |
| 25. | Rumunia        | Praga   | 11 września | 0:3 (13:15, 12:15, 14:16)             | Faza finałowa |        |

### Mistrzostwa Europy 1963
| Nr  | Przeciwnik     | Miejsce   | Data            | Wynik (Polska-przeciwnik)             | Impreza       | Raport |
| --- | -------------- | --------- | --------------- | ------------------------------------- | ------------- | ------ |
| 26. | Holandia       | Bukareszt | 22 października | 3:0 (15:12, 17:15, 15:9)              | Runda wstępna |        |
| 27. | Rumunia        | Bukareszt | 23 października | 0:3 (9:15, 9:15, 11:15)               | Runda wstępna |        |
| 28. | Finlandia      | Bukareszt | 24 października | 3:0 (15:5, 15:5, 15:6)                | Runda wstępna |        |
| 29. | Bułgaria       | Bukareszt | 26 października | 1:3 (3:15, 15:12, 13:15, 8:15)        | Faza finałowa |        |
| 30. | Czechosłowacja | Bukareszt | 27 października | 3:2 (11:15, 15:11, 7:15, 15:8, 15:10) | Faza finałowa |        |
| 31. | Jugosławia     | Bukareszt | 28 października | 3:1 (15:12, 15:9, 7:15, 15:!2)        | Faza finałowa |        |
| 32. | Francja        | Bukareszt | 29 października | 3:1 (15:12, 10:15, 15:10, 15:5)       | Faza finałowa |        |
| 33. | ZSRR           | Bukareszt | 31 października | 2:3 (15:8, 4:15, 6:15, 15:10, 8:15)   | Faza finałowa |        |
| 34. | Węgry          | Bukareszt | 2 listopada     | 0:3 (7:15, 8:15, 12:15)               | Faza finałowa |        |

### Mistrzostwa Europy 1967
| Nr  | Przeciwnik     | Miejsce | Data            | Wynik (Polska-przeciwnik)             | Impreza       | Raport |
| --- | -------------- | ------- | --------------- | ------------------------------------- | ------------- | ------ |
| 35. | Bułgaria       | Stambuł | 26 października | 3:2 (15:13, 13:15, 15:13, 9:15, 15:6) | Runda wstępna |        |
| 36. | Albania        | Stambuł | 28 października | 3:0 (15:2, 15:7, 15:10)               | Runda wstępna |        |
| 37. | RFN            | Stambuł | 29 października | 3:0 (15:8, 15:6, 15:4)                | Runda wstępna |        |
| 38. | Rumunia        | Stambuł | 30 października | 3:1 (15:8, 14:16, 19:17, 15:11)       | Runda wstępna |        |
| 39. | Węgry          | Ankara  | 2 listopada     | 3:1 (10:15, 15:13, 15:9, 15:9)        | Faza finałowa |        |
| 40. | ZSRR           | Ankara  | 3 listopada     | 1:3 (6:15, 6:15, 15:5, 11:15)         | Faza finałowa |        |
| 41. | Czechosłowacja | Ankara  | 4 listopada     | 2:3 (15:7, 14:16, 15:10, 9:15, 6:15)  | Faza finałowa |        |
| 42. | Jugosławia     | Ankara  | 6 listopada     | 3:0 (15:7, 15:13, 15:12)              | Faza finałowa |        |
| 43. | Albania        | Ankara  | 7 listopada     | 3:0 (15:10, 16:14, 15:6)              | Faza finałowa |        |
| 44. | NRD            | Ankara  | 8 listopada     | 1:3 (9:15, 15:5, 7:15, 15:!7)         | Faza finałowa |        |

### Mistrzostwa Europy 1971
| Nr  | Przeciwnik     | Miejsce  | Data           | Wynik (Polska-przeciwnik)           | Impreza        | Raport |
| --- | -------------- | -------- | -------------- | ----------------------------------- | -------------- | ------ |
| 45. | Dania          | Ankona   | 23 września    | 3:0 (15:2, 15:3, 15:5)              | Runda wstępna  |        |
| 46. | Holandia       | Ankona   | 24 września    | 3:0 (15:4, 15:11, 15:12)            | Runda wstępna  |        |
| 47. | Francja        | Ankona   | 25 września    | 3:1 (15:4, 14:16, 15:11, 15:12)     | Runda wstępna  |        |
| 48. | Rumunia        | Mediolan | 27 września    | 2:3 (15:9, 3:15, 15:9, 8:15, 7:15)  | Runda finałowa |        |
| 49. | NRD            | Mediolan | 28 września    | 0:3 (9:15, 6:15, 4:15)              | Runda finałowa |        |
| 50. | ZSRR           | Mediolan | 29 września    | 1:3 (8:15, 11:15, 15:13, 3:15)      | Runda finałowa |        |
| 51. | Czechosłowacja | Mediolan | 30 września    | 2:3 (15:7, 6:15, 16:14, 9:15, 8:15) | Runda finałowa |        |
| 52. | Węgry          | Mediolan | 1 października | 0:3 (9:15, 13:15, 13:15)            | Runda finałowa |        |

### Mistrzostwa Europy 1975
| Nr  | Przeciwnik     | Miejsce | Data            | Wynik (Polska-przeciwnik)             | Impreza        | Raport |
| --- | -------------- | ------- | --------------- | ------------------------------------- | -------------- | ------ |
| 53. | Węgry          | Skopje  | 18 października | 3:0 (15:7, 15:12, 15:7)               | Runda wstępna  |        |
| 54. | Włochy         | Skopje  | 19 października | 3:0 (15:3, 15:7, 15:13)               | Runda wstępna  |        |
| 55. | Jugosławia     | Skopje  | 20 października | 3:0 (15:7, 15:8, 15:8)                | Runda wstępna  |        |
| 56. | ZSRR           | Belgrad | 22 października | 0:3 (12:15, 10:15, 7:15)              | Runda finałowa |        |
| 57. | Bułgaria       | Belgrad | 23 października | 3:2 (9:15, 15:5, 15:6, 9:15, 15:3)    | Runda finałowa |        |
| 58. | Czechosłowacja | Belgrad | 24 października | 3:1 (15:8, 15:6, 11:15, 15:8)         | Runda finałowa |        |
| 59. | Rumunia        | Belgrad | 25 października | 2:3 (15:13, 9:15, 15:6, 13:15, 12:15) | Runda finałowa |        |

### Mistrzostwa Europy 1977
| Nr  | Przeciwnik     | Miejsce  | Data           | Wynik (Polska-przeciwnik)              | Impreza                  | Raport |
| --- | -------------- | -------- | -------------- | -------------------------------------- | ------------------------ | ------ |
| 60. | ZSRR           | Tampere  | 25 września    | 3:1 (16:14, 15:11, 6:15, 15:13)        | Runda wstępna            |        |
| 61. | NRD            | Tampere  | 26 września    | 2:3 (11:15, 3:15, 15:13, 16:14, 11:15) | Runda wstępna            |        |
| 62. | Holandia       | Tampere  | 27 września    | 3:0 (15:10, 15:0, 15:10)               | Runda wstępna            |        |
| 63. | Bułgaria       | Tampere  | 28 września    | 3:0 (15:2, 15:5, 15:9)                 | Runda wstępna            |        |
| 64. | Czechosłowacja | Tampere  | 29 września    | 3:1 (12:15, 15:7, 15:5, 15:3)          | Runda wstępna            |        |
| 65. | Rumunia        | Helsinki | 2 października | 3:1 (15:8, 16:18, 15:8, 15:5)          | Faza finałowa - półfinał |        |
| 66. | ZSRR           | Helsinki | 3 października | 1:3 (15:8, 9:15, 13:15, 9:15)          | Faza finałowa - finał    |        |

### Mistrzostwa Europy 1979
| Nr  | Przeciwnik     | Miejsce       | Data            | Wynik (Polska-przeciwnik)          | Impreza        | Raport |
| --- | -------------- | ------------- | --------------- | ---------------------------------- | -------------- | ------ |
| 67. | Bułgaria       | Saint-Quentin | 5 października  | 3:1 (15:12, 12:15, 15:12, 15:12)   | Runda wstępna  |        |
| 68. | Włochy         | Saint-Quentin | 6 października  | 3:1 (12:15, 15:11, 15:9, 15:7)     | Runda wstępna  |        |
| 69. | Belgia         | Saint-Quentin | 7 października  | 3:1 (12:15, 15:4, 15:3, 15:9)      | Runda wstępna  |        |
| 70. | ZSRR           | Paryż         | 10 października | 0:3 (14:16, 9:15, 12:15)           | Runda finałowa |        |
| 71. | Czechosłowacja | Paryż         | 11 października | 3:0 (15:11, 15:5, 15:5)            | Runda finałowa |        |
| 72. | Francja        | Paryż         | 12 października | 3:2 (9:15, 15:7, 4:15, 15:4, 15:5) | Runda finałowa |        |
| 73. | Jugosławia     | Paryż         | 13 października | 0:3 (15:8, 15:6, 15:8)             | Runda finałowa |        |

### Mistrzostwa Europy 1981
| Nr  | Przeciwnik     | Miejsce | Data        | Wynik (Polska-przeciwnik)      | Impreza        | Raport |
| --- | -------------- | ------- | ----------- | ------------------------------ | -------------- | ------ |
| 74. | Hiszpania      | Burgas  | 19 września | 3:0 (15:2, 15:4, 15:6)         | Runda wstępna  |        |
| 75. | Czechosłowacja | Burgas  | 20 września | 3:1 (15:10, 11:15, 15:8, 15:8) | Runda wstępna  |        |
| 76. | Włochy         | Burgas  | 21 września | 3:0 (15:3, 15:8, 15:12)        | Runda wstępna  |        |
| 77. | NRD            | Warna   | 24 września | 3:0 (15:8, 15:10, 15:7)        | Runda finałowa |        |
| 78. | Bułgaria       | Warna   | 25 września | 3:1 (15:6, 15:6, 14:16, 15:9)  | Runda finałowa |        |
| 79. | ZSRR           | Warna   | 26 września | 0:3 (12:15, 12:15, 12:15)      | Runda finałowa |        |
| 80. | Rumunia        | Warna   | 27 września | 3:0 (15:8, 15:6, 15:12)        | Runda finałowa |        |

### Mistrzostwa Europy 1983
| Nr  | Przeciwnik     | Miejsce | Data        | Wynik (Polska-przeciwnik)               | Impreza        | Raport |
| --- | -------------- | ------- | ----------- | --------------------------------------- | -------------- | ------ |
| 81. | Francja        | Suhl    | 17 września | 3:0 (15:0, 15:0, 15:0)                  | Runda wstępna  |        |
| 82. | Włochy         | Suhl    | 18 września | 3:1 (15:13, 16:14, 2:15, 16:14)         | Runda wstępna  |        |
| 83. | Rumunia        | Suhl    | 19 września | 3:2 (13:15, 15:11, 18:20, 15:10, 15:10) | Runda wstępna  |        |
| 84. | NRD            | Berlin  | 22 września | 3:1 (15:11, 15:8, 10:15, 16:14)         | Runda finałowa |        |
| 85. | Bułgaria       | Berlin  | 23 września | 3:2 (9:15, 6:15, 15:5, 15:8, 15:12)     | Runda finałowa |        |
| 86. | Czechosłowacja | Berlin  | 24 września | 3:0 (15:10, 15:9, 15:10)                | Runda finałowa |        |
| 87. | ZSRR           | Berlin  | 25 września | 1:3 (3:15, 11:15, 15:11, 9:15)          | Runda finałowa |        |

### Mistrzostwa Europy 1985
| Nr  | Przeciwnik     | Miejsce   | Data           | Wynik (Polska-przeciwnik)            | Impreza        | Raport |
| --- | -------------- | --------- | -------------- | ------------------------------------ | -------------- | ------ |
| 88. | Rumunia        | Zwolle    | 29 września    | 3:0 (15:12, 15:11, 15:6)             | Runda wstępna  |        |
| 89. | Czechosłowacja | Zwolle    | 30 września    | 1:3 (15:12, 13:15, 9:15, 10:15)      | Runda wstępna  |        |
| 90. | Hiszpania      | Zwolle    | 1 października | 3:0 (15:9, 15:10, 15:10)             | Runda wstępna  |        |
| 91. | Francja        | Amsterdam | 3 października | 1:3 (10:15, 14:16, 15:7, 6:15)       | Runda finałowa |        |
| 92. | Włochy         | Amsterdam | 4 października | 3:0 (15:12, 15:12, 15:8)             | Runda finałowa |        |
| 93. | ZSRR           | Amsterdam | 5 października | 0:3 (6:15, 8:15, 7:15)               | Runda finałowa |        |
| 94. | Bułgaria       | Amsterdam | 6 października | 3:2 (15:9, 15:12, 14:16, 8:15, 15:8) | Runda finałowa |        |

### Mistrzostwa Europy 1987

#### kwalifikacje do turnieju
| Nr | Przeciwnik | Miejsce | Data    | Wynik (Polska-przeciwnik)      | Impreza                | Raport |
| -- | ---------- | ------- | ------- | ------------------------------ | ---------------------- | ------ |
|    | Turcja     | Kadyks  | 27 maja | 3:1 (14:16, 15:4, 15:9, 15:12) | kwalifikacje - grupa A |        |
|    | Dania      | Kadyks  | 28 maja | 3:0 (15:0, 15:8, 15:4)         | kwalifikacje - grupa A |        |
|    | Hiszpania  | Kadyks  | 29 maja | 3:1 (5:15, 15:7, 15:9, 15:9)   | kwalifikacje - grupa A |        |
|    | Jugosławia | Kadyks  | 30 maja | 0:3 (11:15, 7:15, 6:15)        | kwalifikacje - grupa A |        |
|    | Izrael     | Kadyks  | 31 maja | 3:0 (15:10, 15:4, 15:6)        | kwalifikacje - grupa A |        |

### Mistrzostwa Europy 1989
| Nr   | Przeciwnik | Miejsce   | Data           | Wynik (Polska-przeciwnik)              | Impreza             | Raport |
| ---- | ---------- | --------- | -------------- | -------------------------------------- | ------------------- | ------ |
| 95.  | Grecja     | Örebro    | 23 września    | 3:0 (15:11, 15:8, 15:12)               | Faza grupowa        |        |
| 96.  | Rumunia    | Örebro    | 24 września    | 3:0 (15:4, 15:3, 15:10)                | Faza grupowa        |        |
| 97.  | Jugosławia | Örebro    | 25 września    | 3:1 (14:16, 15:6, 15:11, 15:8)         | Faza grupowa        |        |
| 98.  | ZSRR       | Örebro    | 27 września    | 1:3 (15:6, 5:15, 9:15, 4:15)           | Faza grupowa        |        |
| 99.  | Holandia   | Örebro    | 28 września    | 0:3 (3:15, 7:15, 6:15)                 | Faza grupowa        |        |
| 100. | Francja    | Sztokholm | 30 września    | 2:3 (15:13, 15:12, 9:15, 15:!7, 12:15) | Mecze o miejsca 5-8 |        |
| 101. | Jugosławia | Sztokholm | 1 października | 3:1 (15:5, 14:16, 15:6, 15:3)          | Mecz o 7. miejsce   |        |

#### kwalifikacje do turnieju
| Nr | Przeciwnik     | Miejsce     | Data   | Wynik (Polska-przeciwnik)       | Impreza                | Raport |
| -- | -------------- | ----------- | ------ | ------------------------------- | ---------------------- | ------ |
|    | Austria        | Częstochowa | 1 maja | 3:0 (15:1, 15:6, 15:3)          | kwalifikacje - grupa 1 |        |
|    | Portugalia     | Częstochowa | 2 maja | 3:0 (15:4, 15:0, 15:9)          | kwalifikacje - grupa 1 |        |
|    | Czechosłowacja | Częstochowa | 3 maja | 3:1 (15:10, 15:5, 7:15, 16:14)  | kwalifikacje - grupa 1 |        |
|    | Bułgaria       | Częstochowa | 4 maja | 1:3 (12:15, 15:13, 13:15, 8:15) | kwalifikacje - grupa 1 |        |

### Mistrzostwa Europy 1991
| Nr   | Przeciwnik | Miejsce   | Data        | Wynik (Polska-przeciwnik)              | Impreza             | Raport |
| ---- | ---------- | --------- | ----------- | -------------------------------------- | ------------------- | ------ |
| 102. | Grecja     | Karlsruhe | 7 września  | 1:3 (15:7, 9:15, 8:15, 11:15)          | Faza grupowa        |        |
| 103. | ZSRR       | Karlsruhe | 8 września  | 0:3 (14:16, 11:15, 6:15)               | Faza grupowa        |        |
| 104. | Szwecja    | Karlsruhe | 9 września  | 3:1 (15:8, 9:15, 17:16, 15:6)          | Faza grupowa        |        |
| 105. | Niemcy     | Karlsruhe | 11 września | 3:2 (10:15, 15:7, 16:14, 10:15, 17:15) | Faza grupowa        |        |
| 106. | Finlandia  | Karlsruhe | 12 września | 3:2 (15:9, 15:11, 9:15, 15:17, 15:10)  | Faza grupowa        |        |
| 107. | Jugosławia | Berlin    | 14 września | 1:3 (15:6, 14:16, 14:16, 3:15)         | Mecze o miejsca 5-8 |        |
| 108. | Finlandia  | Berlin    | 15 września | 3:1 (15:5, 15:12, 5:15, 15:12)         | Mecz o 7. miejsce   |        |

#### kwalifikacje do turnieju
| Nr | Przeciwnik | Miejsce    | Data      | Wynik (Polska-przeciwnik) | Impreza                | Raport |
| -- | ---------- | ---------- | --------- | ------------------------- | ---------------------- | ------ |
|    | Turcja     | Las Palmas | 5 czerwca | 3:0 (15:5, 15:2, 15:6)    | kwalifikacje - grupa 4 |        |
|    | San Marino | Las Palmas | 6 czerwca | 3:0 (15:1, 15:3, 15:2)    | kwalifikacje - grupa 4 |        |
|    | Jugosławia | Las Palmas | 7 czerwca | 0:3 (9:15, 11:15, 5:15)   | kwalifikacje - grupa 4 |        |
|    | Hiszpania  | Las Palmas | 8 czerwca | 3:0 (15:11, 15:6, 15:12)  | kwalifikacje - grupa 4 |        |
|    | Anglia     | Las Palmas | 9 czerwca | 3:0 (15:1, 15:4, 15:5)    | kwalifikacje - grupa 4 |        |

### Mistrzostwa Europy 1993
| Nr   | Przeciwnik     | Miejsce | Data        | Wynik (Polska-przeciwnik)             | Impreza             | Raport |
| ---- | -------------- | ------- | ----------- | ------------------------------------- | ------------------- | ------ |
| 109. | Niemcy         | Turku   | 4 września  | 2:3 (15:12, 15:6, 12:15, 12:15, 6:15) | Faza grupowa        |        |
| 110. | Hiszpania      | Turku   | 5 września  | 3:0 (15:12, 15:13, 15:13)             | Faza grupowa        |        |
| 111. | Ukraina        | Turku   | 6 września  | 1:3 (9:15, 15:5, 12:15, 9:15)         | Faza grupowa        |        |
| 112. | Finlandia      | Turku   | 8 września  | 3:1 (15:2, 12:15, 15:7, 15:9)         | Faza grupowa        |        |
| 113. | Rosja          | Turku   | 9 września  | 1:3 (15:12, 9:15, 8:15, 5:15)         | Faza grupowa        |        |
| 114. | Bułgaria       | Turku   | 11 września | 1:3 (15:10, 10:15, 1:15, 11:15)       | Mecze o miejsca 5-8 |        |
| 115. | Czechosłowacja | Turku   | 12 września | 3:1 (15:10, 12:15, 16:14, 15:7)       | Mecz o 7. miejsce   |        |

### Mistrzostwa Europy 1995
| Nr   | Przeciwnik | Miejsce | Data        | Wynik (Polska-przeciwnik)      | Impreza             | Raport |
| ---- | ---------- | ------- | ----------- | ------------------------------ | ------------------- | ------ |
| 116. | Bułgaria   | Patras  | 8 września  | 0:3 (12:15, 14:16, 7:15)       | Faza grupowa        |        |
| 117. | Rosja      | Patras  | 9 września  | 1:3 (12:15, 15:10, 5:15, 2:15) | Faza grupowa        |        |
| 118. | Włochy     | Patras  | 10 września | 0:3 (8:15, 6:15, 14:16)        | Faza grupowa        |        |
| 119. | Rumunia    | Patras  | 12 września | 3:0 (15:13, 15:3, 15:5)        | Faza grupowa        |        |
| 120. | Czechy     | Patras  | 13 września | 3:0 (15:10, 17:15, 15:10)      | Faza grupowa        |        |
| 121. | Grecja     | Ateny   | 15 września | 3:0 (15:11, 16:14, 17:15)      | Mecze o miejsca 5-8 |        |
| 122. | Rosja      | Ateny   | 16 września | 0:3 (5:15, 9:15, 1:15)         | Mecz o 5. miejsce   |        |

### Mistrzostwa Europy 1997

#### kwalifikacje do turnieju
| Nr   | Przeciwnik | Miejsce      | Data        | Wynik (Polska-przeciwnik)             | Impreza                                       | Raport |
| 1996 | 1996       | 1996         | 1996        | 1996                                  | 1996                                          | 1996   |
| ---- | ---------- | ------------ | ----------- | ------------------------------------- | --------------------------------------------- | ------ |
|      | Słowacja   | Púchov       | 14 września | 2:3 (15:13, 7:15, 15:10, 2:15, 15:17) | I runda kwalifikacyjna - grupa A              |        |
|      | Izrael     | Netanja      | 22 grudnia  | 1:3 (6:15, 15:9, 14:16, 8:15)         | I runda kwalifikacyjna - grupa A              |        |
| 1997 |            |              |             |                                       |                                               |        |
|      | Izrael     | Gorzów Wlkp. | 23 kwietnia | 3:0 (15:8, 15:8, 15:9)                | I turniej kwalifikacyjny - grupa A            |        |
|      | Łotwa      | Częstochowa  | 3 maja      | 3:1 (13:15, 15:8, 15:8, 15:8)         | I turniej kwalifikacyjny - grupa A            |        |
|      | Słowacja   | Częstochowa  | 10 maja     | 2:3 (12:15, 15:5, 16:14, 12:15, 8:15) | I turniej kwalifikacyjny - grupa A            |        |
|      | Łotwa      | Ryga         | 31 maja     | 3:1 (15:6, 7:15, 15:13, 15:10)        | I turniej kwalifikacyjny - grupa A            |        |
|      | Austria    | Wiedeń       | 2 lipca     | 3:1 (7:15, 15:13, 15:8, 15:7)         | II turniej kwalifikacyjny - faza grupowa      |        |
|      | Portugalia | Wiedeń       | 3 lipca     | 3:0 (16:14, 15:8, 15:9)               | II turniej kwalifikacyjny - faza grupowa      |        |
|      | Belgia     | Wiedeń       | 5 lipca     | 1:3 (4:15, 15:11, 1:15, 10:15)        | II turniej kwalifikacyjny - faza grupowa      |        |
|      | Niemcy     | Wiedeń       | 6 lipca     | 2:3 (15:11, 13:15, 15:8, 4:15, 12:15) | II turniej kwalifikacyjny - faza grupowa      |        |
|      | Finlandia  | Wiedeń       | 7 lipca     | 3:0 (15:11, 15:8, 15:10)              | II turniej kwalifikacyjny - faza grupowa      |        |
|      | Niemcy     | Wiedeń       | 9 lipca     | 1:3 (7:15, 11:15, 15:6, 13:15)        | II turniej kwalifikacyjny - półfinał          |        |
|      | Belgia     | Wiedeń       | 10 lipca    | 3:0 (15:9, 15:5, 15:9)                | II turniej kwalifikacyjny - mecz o 3. miejsce |        |

### Mistrzostwa Europy 1999

#### kwalifikacje do turnieju
| Nr   | Przeciwnik | Miejsce         | Data        | Wynik (Polska-przeciwnik)              | Impreza                           | Raport |
| 1997 | 1997       | 1997            | 1997        | 1997                                   | 1997                              | 1997   |
| ---- | ---------- | --------------- | ----------- | -------------------------------------- | --------------------------------- | ------ |
|      | Hiszpania  | Logroño         | 17 grudnia  | 0:3 (6:15, 9:15, 12:15)                | Turniej kwalifikacyjny - grupa A3 |        |
|      | Grecja     | Aleksandropolis | 30 grudnia  | 1:3 (7:15, 15:9, 8:15, 11:15)          | Turniej kwalifikacyjny - grupa A3 |        |
| 1998 |            |                 |             |                                        |                                   |        |
|      | Włochy     | Olsztyn         | 18 sierpnia | 1:3 (10:15, 8:15, 15:12, 4:15)         | Turniej kwalifikacyjny - grupa A3 |        |
|      | Włochy     | Sassari         | 23 sierpnia | 2:3 (10:15, 8:15, 15:13, 15:12, 11:15) | Turniej kwalifikacyjny - grupa A3 |        |
|      | Francja    | Angers          | 30 sierpnia | 2:3 (6:15, 5:15, 15:13, 15:6, 11:15)   | Turniej kwalifikacyjny - grupa A3 |        |
|      | Ukraina    | Opole           | 5 września  | 3:0 (15:12, 15:0, 15:10)               | Turniej kwalifikacyjny - grupa A3 |        |
|      | Ukraina    | Czerkasy        | 13 września | 3:2 (10:15, 7:15, 15:10, 15:11, 15:11) | Turniej kwalifikacyjny - grupa A3 |        |
|      | Francja    | Częstochowa     | 18 września | 1:3 (8:15, 9:15, 15:10, 3:15)          | Turniej kwalifikacyjny - grupa A3 |        |
| 1999 |            |                 |             |                                        |                                   |        |
|      | Grecja     | Opole           | 24 lipca    | 3:0 (15:8, 15:7, 15:8)                 | Turniej kwalifikacyjny - grupa A3 |        |
|      | Hiszpania  | Olsztyn         | 31 lipca    | 3:1 (17:15, 15:7, 13:15, 15:8)         | Turniej kwalifikacyjny - grupa A3 |        |

### Mistrzostwa Europy 2001
| Nr   | Przeciwnik | Miejsce | Data        | Wynik (Polska-przeciwnik)               | Impreza             | Raport |
| ---- | ---------- | ------- | ----------- | --------------------------------------- | ------------------- | ------ |
| 123. | Niemcy     | Ostrawa | 8 września  | 3:1 (21:25, 31:29, 25:15, 25:14)        | Faza grupowa        |        |
| 124. | Jugosławia | Ostrawa | 9 września  | 0:3 (19:25, 14:25, 22:25)               | Faza grupowa        |        |
| 125. | Włochy     | Ostrawa | 10 września | 0:3 (21:25, 32:34, 21:25)               | Faza grupowa        |        |
| 126. | Francja    | Ostrawa | 12 września | 3:2 (23:25, 25:17, 19:25, 27:25, 15:12) | Faza grupowa        |        |
| 127. | Węgry      | Ostrawa | 13 września | 3:2 (25:15, 20:25, 27:25, 25:23)        | Faza grupowa        |        |
| 128. | Holandia   | Ostrawa | 15 września | 3:1 (25:21, 21:25, 25:21, 27:25)        | Mecze o miejsca 5-8 |        |
| 129. | Bułgaria   | Ostrawa | 16 września | 3:2 (25:27, 27:25, 25:21, 22:25, 15:11) | Mecz o 5. miejsce   |        |

#### kwalifikacje do turnieju
| Nr   | Przeciwnik | Miejsce | Data    | Wynik (Polska-przeciwnik)               | Impreza                          | Raport |
| 2000 | 2000       | 2000    | 2000    | 2000                                    | 2000                             | 2000   |
| ---- | ---------- | ------- | ------- | --------------------------------------- | -------------------------------- | ------ |
|      | Izrael     | Opole   | 21 maja | 3:0 (25:15, 25:17, 25:20)               | Turniej kwalifikacyjny - grupa A |        |
|      | Belgia     | Opole   | 22 maja | 3:0 (30:28, 28:26, 25:18)               | Turniej kwalifikacyjny - grupa A |        |
|      | Bułgaria   | Opole   | 23 maja | 3:0 (26:24, 25:16, 25:15)               | Turniej kwalifikacyjny - grupa A |        |
| 2001 |            |         |         |                                         |                                  |        |
|      | Izrael     | Sofia   | 4 maja  | 3:0 (25:0, 25:0, 25:0)                  | Turniej kwalifikacyjny - grupa A |        |
|      | Belgia     | Sofia   | 5 maja  | 3:1 (26:24, 26:24, 25:27, 25:13)        | Turniej kwalifikacyjny - grupa A |        |
|      | Bułgaria   | Sofia   | 6 maja  | 2:3 (25:22, 25:18, 15:25, 22:25, 14:16) | Turniej kwalifikacyjny - grupa A |        |

### Mistrzostwa Europy 2003
| Nr   | Przeciwnik          | Miejsce   | Data        | Wynik (Polska-przeciwnik)               | Impreza             | Raport |
| ---- | ------------------- | --------- | ----------- | --------------------------------------- | ------------------- | ------ |
| 130. | Grecja              | Lipsk     | 5 września  | 3:0 (25:14, 25:22, 25:19)               | Faza grupowa        |        |
| 131. | Rosja               | Lipsk     | 6 września  | 1:3 (19:25, 23:25, 25:23, 20:25)        | Faza grupowa        |        |
| 132. | Holandia            | Lipsk     | 7 września  | 2:3 (27:29, 25:21, 21:25, 26:24, 9:15)  | Faza grupowa        |        |
| 133. | Bułgaria            | Karlsruhe | 10 września | 2:3 (22:25, 25:18, 25:22, 19:25, 11:15) | Faza grupowa        |        |
| 134. | Serbia i Czarnogóra | Karlsruhe | 11 września | 3:2 (25:22, 22:25, 26:28, 25:19, 15:13) | Faza grupowa        |        |
| 135. | Niemcy              | Berlin    | 13 września | 3:1 (25:21, 23:25, 34:32, 25:22)        | Mecze o miejsca 5-8 |        |
| 136. | Holandia            | Berlin    | 14 września | 3:0 (25:21, 25:20, 25:13)               | Mecz o 5. miejsce   |        |

### Mistrzostwa Europy 2005
| Nr   | Przeciwnik | Miejsce | Data       | Wynik (Polska-przeciwnik)        | Impreza      | Raport |
| ---- | ---------- | ------- | ---------- | -------------------------------- | ------------ | ------ |
| 137. | Chorwacja  | Rzym    | 3 września | 3:0 (25:22, 25:19, 25:21)        | Faza grupowa |        |
| 138. | Rosja      | Rzym    | 4 września | 1:3 (27:25, 27:29, 27:29, 21:25) | Faza grupowa |        |
| 139. | Włochy     | Rzym    | 5 września | 0:3 (24:26, 22:25, 19:25)        | Faza grupowa |        |
| 140. | Ukraina    | Rzym    | 7 września | 3:1 (25:18, 21:25, 25:20, 25:21) | Faza grupowa |        |
| 141. | Portugalia | Rzym    | 8 września | 3:0 (25:23, 25:18, 25:16)        | Faza grupowa |        |

### Mistrzostwa Europy 2007
| Nr   | Przeciwnik | Miejsce | Data        | Wynik (Polska-przeciwnik)               | Impreza         | Raport |
| ---- | ---------- | ------- | ----------- | --------------------------------------- | --------------- | ------ |
| 142. | Belgia     | Moskwa  | 7 września  | 1:3 (22:25, 25:23, 14:25, 24:26)        | I faza grupowa  |        |
| 143. | Turcja     | Moskwa  | 8 września  | 3:1 (20:25, 25:18, 25:20, 25:11)        | I faza grupowa  |        |
| 144. | Rosja      | Moskwa  | 9 września  | 0:3 (22:25, 23:25, 14:25)               | I faza grupowa  |        |
| 145. | Finlandia  | Moskwa  | 11 września | 0:3 (20:25, 27:29, 21:25)               | II faza grupowa |        |
| 146. | Bułgaria   | Moskwa  | 12 września | 2:3 (20:25, 25:16, 24:26, 25:21, 13:15) | II faza grupowa |        |
| 147. | Włochy     | Moskwa  | 13 września | 2:3 (23:25, 23:25, 28:26, 25:20, 9:15)  | II faza grupowa |        |

### Mistrzostwa Europy 2009
| Nr   | Przeciwnik | Miejsce | Data        | Wynik (Polska-przeciwnik)               | Impreza                  | Raport |
| ---- | ---------- | ------- | ----------- | --------------------------------------- | ------------------------ | ------ |
| 148. | Francja    | Izmir   | 3 września  | 3:1 (18:25, 25:17, 25:22, 25:18)        | I faza grupowa           |        |
| 149. | Niemcy     | Izmir   | 4 września  | 3:1 (25:17, 25:23, 27:29, 25:14)        | I faza grupowa           |        |
| 150. | Turcja     | Izmir   | 5 września  | 3:0 (25:23, 25:18, 25:17)               | I faza grupowa           |        |
| 151. | Hiszpania  | Izmir   | 8 września  | 3:2 (18:25, 25:20, 25:18, 23:25, 17:15) | II faza grupowa          |        |
| 152. | Słowacja   | Izmir   | 9 września  | 3:2 (21:25, 25:15, 25:10, 14:25, 26:14) | II faza grupowa          |        |
| 153. | Grecja     | Izmir   | 10 września | 3:0 (25:22, 28:26, 25:20)               | II faza grupowa          |        |
| 154. | Bułgaria   | Izmir   | 12 września | 3:0 (25:19, 30:28, 25:20)               | Faza finałowa - półfinał |        |
| 155. | Francja    | Izmir   | 13 września | 3:1 (29:27, 25:21, 16:25, 26:24)        | Faza finałowa - finał    |        |

#### kwalifikacje do turnieju
| Nr   | Przeciwnik | Miejsce          | Data        | Wynik (Polska-przeciwnik)               | Impreza                         | Raport |
| 2008 | 2008       | 2008             | 2008        | 2008                                    | 2008                            | 2008   |
| ---- | ---------- | ---------------- | ----------- | --------------------------------------- | ------------------------------- | ------ |
|      | Czarnogóra | Olsztyn          | 16 maja     | 3:0 (25:19, 25:18, 25:20)               | II runda eliminacyjna - grupa F |        |
|      | Estonia    | Olsztyn          | 17 maja     | 3:0 (28:26, 25:17, 25:19)               | II runda eliminacyjna - grupa F |        |
|      | Węgry      | Olsztyn          | 18 maja     | 3:0 (25:16, 25:19, 25:18)               | II runda eliminacyjna - grupa F |        |
|      | Węgry      | Tallinn          | 23 maja     | 3:0 (25:13, 25:11, 25:22)               | II runda eliminacyjna - grupa F |        |
|      | Czarnogóra | Tallinn          | 24 maja     | 2:3 (25:15, 25:15, 23:25, 20:25, 13:15) | II runda eliminacyjna - grupa F |        |
|      | Estonia    | Tallinn          | 25 maja     | 2:3 (25:20, 25:19, 27:29, 13:15)        | II runda eliminacyjna - grupa F |        |
|      | Belgia     | Antwerpia        | 7 września  | 3:2 (22:25, 25:22, 23:25, 25:18, 15:9)  | III runda eliminacyjna - baraże |        |
|      | Belgia     | Kędzierzyn-Koźle | 13 września | 2:3 (20:25, 25:22, 23:25, 25:20, 15:17) | III runda eliminacyjna - baraże |        |

### Mistrzostwa Europy 2011
| Nr   | Przeciwnik | Miejsce      | Data        | Wynik (Polska-przeciwnik)        | Impreza                           | Raport |
| ---- | ---------- | ------------ | ----------- | -------------------------------- | --------------------------------- | ------ |
| 156. | Niemcy     | Praga        | 10 września | 3:1 (25:19, 25:20, 22:25, 25:22) | I faza grupowa                    |        |
| 157. | Bułgaria   | Praga        | 11 września | 1:3 (25:19, 22:25, 22:25, 23:25) | I faza grupowa                    |        |
| 158. | Słowacja   | Praga        | 12 września | 1:3 (25:23, 21:25, 18:25, 23:25) | I faza grupowa                    |        |
| 159. | Czechy     | Karlowe Wary | 13 września | 3:1 (25:23, 22:25, 31:29, 25:18) | Faza finałowa - baraże            |        |
| 160. | Słowacja   | Karlowe Wary | 15 września | 3:0 (25:23, 25:17, 25:19)        | Faza finałowa - ćwierćfinał       |        |
| 161. | Włochy     | Wiedeń       | 17 września | 0:3 (22:25, 21:25, 20:25)        | Faza finałowa - półfinał          |        |
| 162. | Rosja      | Wiedeń       | 18 września | 3:1 (25:23, 18:25, 25:21, 25:19) | Faza finałowa - mecz o 3. miejsce |        |

### Mistrzostwa Europy 2013
| Nr   | Przeciwnik | Miejsce      | Data        | Wynik (Polska-przeciwnik)               | Impreza                | Raport |
| ---- | ---------- | ------------ | ----------- | --------------------------------------- | ---------------------- | ------ |
| 163. | Turcja     | Gdańsk/Sopot | 20 września | 3:1 (25:22, 25:15, 22:25, 25:21)        | I faza grupowa         |        |
| 164. | Francja    | Gdańsk/Sopot | 21 września | 1:3 (22:25, 23:25, 25:20, 20:25)        | I faza grupowa         |        |
| 165. | Słowacja   | Gdańsk/Sopot | 22 września | 3:1 (24:26, 25:20, 19:25, 22:25)        | I faza grupowa         |        |
| 166. | Bułgaria   | Gdańsk/Sopot | 24 września | 2:3 (25:22, 25:22, 20:25, 24:26, 16:18) | Faza finałowa - baraże |        |

### Mistrzostwa Europy 2015
| Nr   | Przeciwnik | Miejsce | Data            | Wynik (Polska-przeciwnik)               | Impreza      | Raport |
| ---- | ---------- | ------- | --------------- | --------------------------------------- | ------------ | ------ |
| 167. | Belgia     | Warna   | 9 października  | 3:0 (25:18, 29:27, 25:16)               | Faza grupowa |        |
| 168. | Słowenia   | Warna   | 10 października | 3:1 (25:21, 28:30, 28:26, 25:13)        | Faza grupowa |        |
| 169. | Białoruś   | Warna   | 11 października | 3:0 (25:13, 25:19, 25:17)               | Faza grupowa |        |
| 170. | Słowenia   | Sofia   | 14 października | 2:3 (17:25, 19:25, 25:23, 25:19, 14:16) | Ćwierćfinał  |        |

#### kwalifikacje do turnieju
| Nr   | Przeciwnik         | Miejsce | Data    | Wynik (Polska-przeciwnik)               | Impreza                   | Raport |
| 2014 | 2014               | 2014    | 2014    | 2014                                    | 2014                      | 2014   |
| ---- | ------------------ | ------- | ------- | --------------------------------------- | ------------------------- | ------ |
|      | Łotwa              | Wrocław | 16 maja | 3:0 (25:15, 25:23, 25:16)               | I turniej kwalifikacyjny  |        |
|      | Macedonia Północna | Wrocław | 17 maja | 3:0 (25:13, 25:15, 25:15)               | I turniej kwalifikacyjny  |        |
|      | Słowenia           | Wrocław | 18 maja | 3:1 (25:15, 26:24, 23:25, 25:20)        | I turniej kwalifikacyjny  |        |
|      | Słowenia           | Lublana | 23 maja | 2:3 (25:20, 26:24, 25:27, 24:26, 11:15) | II turniej kwalifikacyjny |        |
|      | Łotwa              | Lublana | 24 maja | 3:0 (25:22, 25:17, 25:18)               | II turniej kwalifikacyjny |        |
|      | Macedonia Północna | Lublana | 25 maja | 3:0 (25:18, 25:19, 25:20)               | II turniej kwalifikacyjny |        |

### Mistrzostwa Europy 2017
| Nr   | Przeciwnik | Miejsce      | Data        | Wynik (Polska-przeciwnik) | Impreza                | Raport |
| ---- | ---------- | ------------ | ----------- | ------------------------- | ---------------------- | ------ |
| 171. | Serbia     | Warszawa     | 24 sierpnia | 0:3 (22:25, 22:25, 20:25) | Faza grupowa           |        |
| 172. | Finlandia  | Gdańsk/Sopot | 26 sierpnia | 3:0 (25:23, 25:21, 25:19) | Faza grupowa           |        |
| 173. | Estonia    | Gdańsk/Sopot | 28 sierpnia | 3:0 (25:21, 26:24, 25:22) | Faza grupowa           |        |
| 174. | Słowenia   | Kraków       | 30 sierpnia | 0:3 (21:25, 21:25, 19:25) | Faza finałowa - baraże |        |

### Mistrzostwa Europy 2019
| Nr   | Przeciwnik | Miejsce   | Data        | Wynik (Polska-przeciwnik)        | Impreza           | Raport |
| ---- | ---------- | --------- | ----------- | -------------------------------- | ----------------- | ------ |
| 175. | Estonia    | Rotterdam | 13 września | 3:1 (25:22, 25:27, 25:22, 25:17) | Faza grupowa      |        |
| 176. | Holandia   | Rotterdam | 15 września | 3:0 (25:19, 25:18, 25:19)        | Faza grupowa      |        |
| 177. | Czechy     | Rotterdam | 16 września | 3:0 (25:18, 25:12, 25:15)        | Faza grupowa      |        |
| 178. | Czarnogóra | Amsterdam | 17 września | 3:0 (25:10, 25:17, 25:19)        | Faza grupowa      |        |
| 179. | Ukraina    | Amsterdam | 19 września | 3:0 (25:17, 25:16, 25:15)        | Faza grupowa      |        |
| 180. | Hiszpania  | Apeldoorn | 21 września | 3:0 (25:18, 25:13, 25:16)        | 1/8 finału        |        |
| 181. | Niemcy     | Apeldoorn | 23 września | 3:0 (25:19, 25:21, 25:18)        | Ćwierćfinał       |        |
| 182. | Słowenia   | Lublana   | 26 września | 1:3 (23:25, 26:24, 22:25, 23:25) | Półfinał          |        |
| 183. | Francja    | Paryż     | 28 września | 3:0 (26:24, 25:22, 25:21)        | Mecz o 3. miejsce |        |

### Mistrzostwa Europy 2021
| Nr   | Przeciwnik | Miejsce      | Data        | Wynik (Polska-przeciwnik)               | Impreza           | Raport |
| ---- | ---------- | ------------ | ----------- | --------------------------------------- | ----------------- | ------ |
| 184. | Portugalia | Kraków       | 2 września  | 3:1 (25:16, 22:25, 25:16, 25:19)        | Faza grupowa      |        |
| 185. | Serbia     | Kraków       | 4 września  | 3:2 (25:21, 23:25, 20:25, 25:20, 16:14) | Faza grupowa      |        |
| 186. | Grecja     | Kraków       | 5 września  | 3:1 (25:15, 25:22, 20:25, 26:24)        | Faza grupowa      |        |
| 187. | Belgia     | Kraków       | 6 września  | 3:0 (25:18, 26:24, 25:16)               | Faza grupowa      |        |
| 188. | Ukraina    | Kraków       | 8 września  | 3:0 (25:15, 25:20, 25:21)               | Faza grupowa      |        |
| 189. | Finlandia  | Gdańsk/Sopot | 11 września | 3:0 (25:16, 25:16, 25:14)               | 1/8 finału        |        |
| 190. | Rosja      | Gdańsk/Sopot | 14 września | 3:0 (25:14, 26:24, 25:19)               | Ćwierćfinał       |        |
| 191. | Słowenia   | Katowice     | 18 września | 1:3 (25:17, 30:32, 16:25, 35:37)        | Półfinał          |        |
| 192. | Serbia     | Katowice     | 19 września | 3:0 (25:22, 25:16, 25:22)               | Mecz o 3. miejsce |        |

### Mistrzostwa Europy 2023
| Nr   | Przeciwnik         | Miejsce | Data        | Wynik (Polska-przeciwnik)        | Impreza      | Raport |
| ---- | ------------------ | ------- | ----------- | -------------------------------- | ------------ | ------ |
| 193. | Czechy             | Skopje  | 31 sierpnia | 3:0 (25:17, 25:20, 25:20)        | Faza grupowa |        |
| 194. | Holandia           | Skopje  | 1 września  | 3:1 (23:25, 25:13, 25:19, 25:22) | Faza grupowa |        |
| 195. | Macedonia Północna | Skopje  | 3 września  | 3:0 (25:12, 25:21, 25:14)        | Faza grupowa |        |
| 196. | Dania              | Skopje  | 5 września  | 3:0 (25:23, 25:9, 25:20)         | Faza grupowa |        |
| 197. | Czarnogóra         | Skopje  | 6 września  | 3:0 (25:14, 25:11, 25:12)        | Faza grupowa |        |
| 198. | Belgia             | Bari    | 10 września | 3:1 (25:16, 25:17, 23:25, 25:22) | 1/8 finału   |        |
| 199. | Serbia             | Bari    | 12 września | 3:1 (26:28, 25:15, 36:34, 25:17) | Ćwierćfinał  |        |
| 200. | Słowenia           | Rzym    | 14 września | 3:1 (23:25, 25:21, 25:20, 25:21) | Półfinał     |        |
| 201. | Włochy             | Rzym    | 16 września | 3:0 (25:20, 25:21, 25:23)        | Finał        |        |

## Bilans spotkań według krajów
| Lp.   | Reprezentacja       | Liczba meczów | Wygrane | Wygrane | Wygrane | Przegrane | Przegrane | Przegrane | Bilans meczów wygrane:przegrane | Bilans setów wygrane:przegrane |
| Lp.   | Reprezentacja       | Liczba meczów | 3:0     | 3:1     | 3:2     | 2:3       | 1:3       | 0:3       | Bilans meczów wygrane:przegrane | Bilans setów wygrane:przegrane |
| ----- | ------------------- | ------------- | ------- | ------- | ------- | --------- | --------- | --------- | ------------------------------- | ------------------------------ |
|       | Albania             | 2             | 2       | 0       | 0       | 0         | 0         | 0         | 2:0                             | 6:0                            |
|       | Belgia              | 5             | 2       | 2       | 0       | 0         | 1         | 0         | 4:1                             | 13:5                           |
|       | Białoruś            | 1             | 1       | 0       | 0       | 0         | 0         | 0         | 1:0                             | 3:0                            |
|       | Bułgaria            | 20            | 2       | 3       | 5       | 5         | 3         | 2         | 10:10                           | 43:43                          |
|       | Chorwacja           | 1             | 1       | 0       | 0       | 0         | 0         | 0         | 1:0                             | 3:0                            |
|       | Czarnogóra          | 2             | 2       | 0       | 0       | 0         | 0         | 0         | 2:0                             | 6:0                            |
|       | Czechy              | 4             | 3       | 1       | 0       | 0         | 0         | 0         | 4:0                             | 12:1                           |
|       | Czechosłowacja      | 13            | 2       | 4       | 1       | 2         | 3         | 1         | 7:6                             | 28:24                          |
|       | Dania               | 3             | 3       | 0       | 0       | 0         | 0         | 0         | 3:0                             | 9:0                            |
|       | Egipt               | 1             | 1       | 0       | 0       | 0         | 0         | 0         | 1:0                             | 3:0                            |
|       | Estonia             | 2             | 1       | 1       | 0       | 0         | 0         | 0         | 2:0                             | 6:1                            |
|       | Finlandia           | 8             | 3       | 3       | 1       | 0         | 0         | 1         | 7:1                             | 21:8                           |
|       | Francja             | 13            | 3       | 5       | 2       | 1         | 2         | 0         | 10:3                            | 34:18                          |
|       | Grecja              | 6             | 4       | 1       | 0       | 0         | 1         | 0         | 5:1                             | 16:4                           |
|       | Hiszpania           | 5             | 4       | 0       | 1       | 0         | 0         | 0         | 5:0                             | 15:2                           |
|       | Holandia            | 9             | 5       | 2       | 0       | 1         | 0         | 1         | 7:2                             | 23:8                           |
|       | Jugosławia          | 10            | 3       | 4       | 0       | 0         | 1         | 2         | 7:3                             | 22:13                          |
|       | Macedonia Północna  | 1             | 1       | 0       | 0       | 0         | 0         | 0         | 1:0                             | 3:0                            |
|       | Niemcy              | 7             | 1       | 4       | 1       | 1         | 0         | 0         | 6:1                             | 20:9                           |
|       | NRD                 | 5             | 1       | 1       | 0       | 1         | 1         | 1         | 2:3                             | 9:10                           |
|       | RFN                 | 1             | 1       | 0       | 0       | 0         | 0         | 0         | 1:0                             | 3:0                            |
|       | Portugalia          | 2             | 1       | 1       | 0       | 0         | 0         | 0         | 2:0                             | 6:1                            |
|       | Rosja               | 8             | 1       | 1       | 0       | 0         | 4         | 2         | 2:6                             | 10:19                          |
|       | Rumunia             | 14            | 4       | 2       | 1       | 3         | 2         | 2         | 7:7                             | 29:25                          |
|       | Serbia              | 4             | 1       | 1       | 1       | 0         | 0         | 1         | 3:1                             | 9:6                            |
|       | Serbia i Czarnogóra | 1             | 0       | 0       | 1       | 0         | 0         | 0         | 1:0                             | 3:2                            |
|       | Słowacja            | 4             | 1       | 1       | 1       | 0         | 1         | 0         | 3:1                             | 10:6                           |
|       | Słowenia            | 6             | 0       | 2       | 0       | 1         | 2         | 1         | 2:4                             | 10:14                          |
|       | Szwecja             | 1             | 0       | 1       | 0       | 0         | 0         | 0         | 1:0                             | 3:1                            |
|       | Turcja              | 3             | 1       | 2       | 0       | 0         | 0         | 0         | 3:0                             | 9:2                            |
|       | Węgry               | 8             | 1       | 2       | 1       | 0         | 2         | 2         | 4:4                             | 14:16                          |
|       | Włochy              | 12            | 5       | 2       | 0       | 1         | 0         | 4         | 7:5                             | 23:17                          |
|       | Ukraina             | 4             | 2       | 1       | 0       | 0         | 1         | 0         | 3:1                             | 10:4                           |
|       | ZSRR                | 15            | 0       | 2       | 0       | 1         | 5         | 7         | 2:13                            | 13:41                          |
| Razem | Razem               | 201           | 63      | 49      | 16      | 17        | 29        | 27        | 128:73                          | 447:300                        |

Stan na 16 września 2023. Mecze kwalifikacyjne nie są wliczane.

## Bilans spotkań według edycji
| Rok   | Edycja | Miejsce | Liczba meczów | Zwycięstwa | Porażki | Sety    | Trener               |
| ----- | ------ | ------- | ------------- | ---------- | ------- | ------- | -------------------- |
| 1950  | II     | 6.      | 5             | 0          | 5       | 3:15    | Zygmunt Kraus        |
| 1955  | IV     | 6.      | 9             | 4          | 5       | 17:18   | Leonard Michniewski  |
| 1958  | V      | 6.      | 11            | 7          | 4       | 25:15   | Józef Śliwka         |
| 1963  | VI     | 6.      | 9             | 5          | 4       | 18:16   | Gwidon Grochowski    |
| 1967  | VII    | 3.      | 10            | 7          | 3       | 24:13   | Tadeusz Szlagor      |
| 1971  | VIII   | 6.      | 8             | 3          | 5       | 14:16   | Tadeusz Szlagor      |
| 1975  | IX     | 2.      | 7             | 5          | 2       | 17:9    | Hubert Jerzy Wagner  |
| 1977  | X      | 2.      | 7             | 5          | 2       | 18:9    | Jerzy Welcz          |
| 1979  | XI     | 2.      | 7             | 5          | 2       | 15:11   | Aleksander Skiba     |
| 1981  | XII    | 2.      | 7             | 6          | 1       | 18:5    | Aleksander Skiba     |
| 1983  | XIII   | 2.      | 7             | 6          | 1       | 19:9    | Hubert Jerzy Wagner  |
| 1985  | XIV    | 4.      | 7             | 4          | 3       | 14:11   | Hubert Jerzy Wagner  |
| 1989  | XVI    | 7.      | 7             | 4          | 3       | 15:11   | Leszek Milewski      |
| 1991  | XVII   | 7.      | 7             | 4          | 3       | 14:15   | Edward Skorek        |
| 1993  | XVIII  | 7.      | 7             | 3          | 4       | 14:14   | Zbigniew Zarzycki    |
| 1995  | XIX    | 6.      | 7             | 3          | 4       | 10:12   | Wiktor Krebok        |
| 2001  | XXII   | 5.      | 7             | 5          | 2       | 15:14   | Ryszard Bosek        |
| 2003  | XXIII  | 5.      | 7             | 4          | 3       | 17:12   | Waldemar Wspaniały   |
| 2005  | XXIV   | 5.      | 5             | 3          | 2       | 10:7    | Raúl Lozano          |
| 2007  | XXV    | 11.     | 6             | 1          | 5       | 8:16    | Raúl Lozano          |
| 2009  | XXVI   | 1.      | 8             | 8          | 0       | 24:7    | Daniel Castellani    |
| 2011  | XXVII  | 3.      | 7             | 4          | 3       | 14:12   | Andrea Anastasi      |
| 2013  | XXVIII | 9.      | 4             | 2          | 2       | 9:8     | Andrea Anastasi      |
| 2015  | XXIX   | 5.      | 4             | 3          | 1       | 11:4    | Stéphane Antiga      |
| 2017  | XXX    | 10.     | 4             | 2          | 2       | 6:6     | Ferdinando De Giorgi |
| 2019  | XXXI   | 3.      | 9             | 8          | 1       | 25:4    | Vital Heynen         |
| 2021  | XXXII  | 3.      | 9             | 8          | 1       | 25:7    | Vital Heynen         |
| 2023  | XXXIII | 1.      | 9             | 9          | 0       | 27:4    | Nikola Grbić         |
| Razem | Razem  | Razem   | 201           | 128        | 73      | 447:300 |                      |